# Беттвиллер (Мозель)
Беттвиллер (фр. Bettviller) — коммуна на северо-востоке Франции в регионе Гранд-Эст (бывший Эльзас — Шампань — Арденны — Лотарингия), департамент Мозель, округ Саргемин, кантон Битш. До марта 2015 года коммуна административно входила в состав упразднённого кантона Рорбаш-ле-Битш (округ Саргемин).
Площадь коммуны — 18,41 км², население — 812 человек (2006) с тенденцией к стабилизации: 842 человека (2013), плотность населения — 77,3 чел/км².

## Население
Население коммуны в 2011 году составляло 848 человек, в 2012 году — 844 человек, а в 2013-м — 842 человека.
| 1962 | 1968 | 1975 | 1982 | 1990 | 1999 | 2006 | 2008 | 2011 | 2012 | 2013 |
| ---- | ---- | ---- | ---- | ---- | ---- | ---- | ---- | ---- | ---- | ---- |
| 814  | 826  | 752  | 729  | 697  | 743  | 812  | 842  | 848  | 844  | 842  |

Динамика населения:

## Экономика
В 2010 году из 559 человек трудоспособного возраста (от 15 до 64 лет) 414 были экономически активными, 145 — неактивными (показатель активности 74,1 %, в 1999 году — 66,1 %). Из 414 активных трудоспособных жителей работали 367 человек (212 мужчин и 155 женщин), 47 числились безработными (26 мужчин и 21 женщина). Среди 145 трудоспособных неактивных граждан 39 были учениками либо студентами, 31 — пенсионерами, а ещё 75 — были неактивны в силу других причин.